# Thamnophilus cryptoleucus
Thamnophilus cryptoleucus là một loài chim trong họ Thamnophilidae.